# Racismo aversivo
El racismo aversivo es un término creado por los psicólogos sociales Samuel L. Gaertner y John F. Dovidio en 1986, para identificar formas de racismo y comportamiento xenófobo sutil, empleados por individuos que ideológicamente están abiertamente posicionados en contra del racismo tradicional. Esta nueva forma de racismo ya no pasan por la discriminación directa y pública hacia minorías étnicas o culturales, sino que aparece bajo la forma de prejuicios encubiertos e inconscientes sostenidos por individuos que habitualmente niegan ser racistas. Este racismo aversivo es fruto de sociedades occidentales más complejas y diversas, con una tradición liberal asentada, y en el que existe una repulsa consciente a mostrar conductas directamente discriminatorias hacia minorías étnicas o culturales, por el influjo de los ideales de emancipación y libertad. Sin embargo las actitudes inconscientes de carácter racista se mantienen por la estructura cultural heredada desde generaciones atrás y por unas instituciones que todavía mantienen sesgos excluyentes por culpa de dicha herencia histórica.

## Expresión del racismo aversivo
La manifestación del racismo aversivo no es la del racismo tradicional, públicamente excluyente y hostil hacia la minoría negra (u otras), sino que tiene un reflejo en los sentimientos de incomodidad en el contacto, frialdad, y falta de empatía hacia la minoría discriminada. De esta forma el racista aversivo, aunque conscientemente desea no ser prejuicioso, en aquellos momentos en los que haya cierta ambigüedad legal o situaciones sociales incómodas tenderá a actuar a favor de su endogrupo (la mayoría blanca, en el caso de Estados Unidos) y mostrar cierta discriminación emocional hacia el grupo minoritario. Esto se traduce en actitudes negativas y prejuiciosas en ambientes aparentemente neutrales, como pueden ser el sistema judicial o educativo y en los momentos en los que aparece dicha ambivalencia y la situación juzgada no es fácil de discernir por las normas disponibles. 

## Conclusiones
Este tipo de racismo aversivo no es fácil de detectar en tests tradicionales y autoinformes, donde los encuestados van a negar directamente su propio carácter racista. Los investigadores de este nuevo racismo han centrado sus esfuerzos en las actitudes implícitas y no conscientes que los encuestados exhiben en test de asociación implícita. Las conclusiones que alcanzan estos investigadores, al igual que otros especialistas en psicología social dedicados al tema (racismo moderno, racismo ambivalente, prejuicio sutil y manifiesto) son que todavía estamos lejos de encontrarnos en sociedades donde se haya erradicado el prejuicio racial, a pesar de haberse dado pasos en su desaparición legal desde los años sesenta. La mejor manera de combatir este racismo aversivo será, precisamente, hacerlo consciente en aquellos individuos que niegan ser prejuiciosos.